# Boževce
Boževce (en serbocroata: Boževce / Божевце) o Bozhec (en albanés: Bozhec) es un pueblo en el municipio de Ranilug del distrito de Gnjilane de Kosovo. Boževce es uno de los enclaves serbios en Kosovo. 

## Geografía
Boževce está alrededor del nacimiento del arroyo Globarički. 

## Historia
El pueblo fue mencionado por primera vez en 1438, como el pueblo de Božojevci, en el libro del comerciante Mihailo Lukarević que llegó a Novo Brdo desde Dubrovnik. El pueblo se menciona por primera vez en un registro fiscal otomano (defter) de 1455 con el nombre de Božejovci.

## Demografía
La evolución demográfica de Boževce entre 1948 y 2011 fue la siguiente:
| 638                                                 | 691 | 774 | 793 | 643 | 436 | 100 |
| (Fuente: Population of Kosovo since Yugoslav times) |     |     |     |     |     |     |

Según el censo de 2011 (boicoteado parcialmente por los serbios), los serbios representaban el 91% de la población (91 personas); los albaneses, el 8% (8 personas); y los bosniacos, el 1% (1 persona).